# اویگن نتو
اویگن اتو اروین نتو (به آلمانی: Eugen Otto Erwin Netto)؛ (۳۰ ژوئن ۱۸۴۶ در هاله – ۱۳ مه ۱۹۱۹ در گیسن) یک ریاضیدان آلمانی بود که با ادغام نتایج پژوهش‌ها درباره گروه جایگشت و گروه‌ها در نظریه اعداد، گام های بزرگی در نظریه گروه برداشت. او همچنین درباره خم‌های فضاپرکن به پژوهش پرداخت.

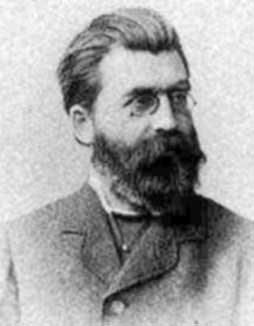
اویگن نتو

## زندگینامه
نتو در هاله متولد شد و در هاله و برلین به مدرسه رفت و از سال ۱۸۶۶ به تحصیل ریاضیات در دانشگاه برلین نزد کرونکر،  وایرشتراس و کومر پرداخت. او در سال ۱۸۷۰ فارغ التحصیل شد و دکترای خود را تحت راهنمایی وایرشتراس دریافت کرد. او قبل از اینکه در سال ۱۸۷۹ دانشیار دانشگاه استراسبورگ شود، در یک مدرسه در برلین به تدریس می‌پرداخت. او در سال ۱۸۸۲ دانشیار در برلین و در سال ۱۸۸۸ استاد دانشگاه گیسن و در سال ۱۹۱۳ بازنشسته شد.
در میان دیگر موضوعات، نتو بر روی نظریه گروه کار می‌کرد. او به اثبات جدیدی از قضایای سایلو رسید. نتو همچنین به خاطر نخستین کتاب‌های درسی ترکیبیات و نظریه گروه شناخته شده است.